# Улица Мичурина (Зеленогорск)
У́лица Мичу́рина — улица в городе Зеленогорске Курортного района Санкт-Петербурга. Проходит от Приморского шоссе до Экипажной улицы.
Первоначально, с 1920-х годов, улица называлась Honkakatu, что в переводе с финского языка означает Сосновая улица. Оно связано с тем, что улица проходит через сосняк.
После войны улицу переименовали в честь биолога и селекционера И. В. Мичурина. Возможно, Сосновой улицей Honkakatu не стала, поскольку в Зеленогорске есть ещё одна Сосновая улица.

## Перекрёстки
- Приморское шоссе
- Тихая улица
- Экипажная улица